# Ibolya
Ibolya est un prénom hongrois féminin.

## Étymologie
Prénom identique au mot hongrois ibolya « violette », dérivé du latin viola  dont une ancienne forme hongroise était ivola.

## Équivalents
- Violette